# Velmistři Maltézského řádu

Znak suverénního rytířského řádu maltézských rytířů

V čele rytířského Maltézského řádu stál vždy velmistr, volený doživotně valným shromážděním reprezentantů. Z tohoto pravidla lze uvést následující výjimky:
- 1383–1395: mimo řádně zvoleného velmistra si činil nárok na tento titul i rivalizující Riccardo Caracciolo
- 1798–1801: z vděčnosti za poskytnutí útočiště v Rusku sesadili rytíři svého velmistra Hompesche a prohlásili cara Pavla I. za velmistra; po jeho zavraždění (1801) byl roku 1803 řádně zvolen opět římskokatolický velmistr
- 1805–1879: v této době byl řád veden v hierarchii řádu níže stojícími poručíky
- 2017: velmistr Matthew Festing rezignoval na svou funkci kvůli sporu s papežem Františkem ohledně zastavení programu prevence sexuálně přenosných nemoci v Myanmaru. K odstoupení ho papež osobně vyzval.[1]
- Od září 2022, kdy došlo k revizi Konstitucí Maltézského řádu, je velmistr volen na dobu 10 let a nemusí již prokazovat šlechtický původ. Prvním takto zvoleným velmistrem byl fra John Timothy Dunlap v květnu 2023.

## Seznam velmistrů

### Období přítomnosti v Palestině (do roku 1291)
- Bl. Gerard Tenc (do 1120)
- Bl. Raymond z Provence (1120–1160)
- Auger de Balben (1160–1163)
- Arnaud de Comps (1162–1163)
- Gilbert d'Aissailly (1163–1170)
- Gastone de Murols c. (1170–1172)
- Gilbert Syrský (1172–1177)
- Roger de Moulins (1177–1187)
- Hermangard d'Asp (1187–1190)
- Garnier z Náblusu (1190–1192)
- Geoffroy de Donjon (1193–1202)
- Ferdinand Alfons Portugalský (1203–1206)
- Geoffrey le Rat (1206–1207)
- Gaerin de Montaigu (1207–1228)
- Bertrand de Thessy (1228–1231)
- Guerin de Montacute (1231–1236)
- Bertrand de Comps (1236–1240)
- Pierre de Vielle-Bride (1240–1242)
- Guillaume de Chateauneuf (1242–1258)
- Hugues de Revel (1258–1277)
- Nicolas Lorgne (1277–1284)
- Jean de Villiers (1284–1294)

### Kyperské období (1291–1310)
- Odon de Pins (1294–1296)
- Guillaume de Villaret (1296–1305)
- Foulques de Villaret (1305–1319)

### Rhodské období (1310–1523)
- Helion de Villeneuve (1319–1346)
- Dieudonné de Gozon (1346–1353)
- Pierre de Corneillan (1353–1355)
- Roger de Pins (1355–1365)
- Raymond Berenger (1365–1374)
- Robert de Juliac (1374–1376)
- Jean Fernandez de Heredia (1376–1396)
  - Riccardo Caracciolo (1383–1395)
- Philibert de Naillac (1396–1421)
- Antonio Fluvian de Riviere (1421–1437)
- Jean de Lastic (1437–1454)
- Jacques de Milly (1454–1461)
- Piero Raimondo Zacosta (1461–1467)
- Giovanni Battista Orsini (1467–1476)
- Pierre d'Aubusson (1476–1503)
- Emery d'Amboise (1503–1512)
- Guy de Blanchefort (1512–1513)
- Fabrizio del Carretto (1513–1521)
- Philippe de Villiers (1521–1534)

### Maltské období (1523–1799)
- Piero de Ponte (1534–1535)
- Didier de Saint-Jaille (1535–1536)
- Jean de Homedes (1536–1553)
- Claude de la Sengle (1553–1557)
- Jean Parisot de La Valette (1557–1568)
- Pierre de Monte (1568–1572)
- Jean de la Cassiere (1572–1581)
- Hugues Loubenx de Verdalle (1581–1595)
- Martin Garzez (1595–1601)
- Alof de Wignacourt (1601–1622)
- Luis Mendez de Vasconcellos (1622–1623)
- Antoine de Paule (1623–1636)
- Juan de Lascaris-Castellar (1636–1657)
- Antoine de Redin (1657–1660)
- Annet de Clermont-Gessant (1660)
- Raphael Cotoner (1660–1663)
- Nicolas Cotoner (1663–1680)
- Gregorio Carafa (1680–1690)
- Adrien de Wignacourt (1690–1697)
- Ramon Perellos y Roccaful (1697–1720)
- Marc'Antonio Zondadari (1720–1722)
- Antonio Manoel de Vilhena (1722–1736)
- Raymond Despuig (1736–1741)
- Manuel Pinto de Fonseca (1741–1773)
- Francisco Ximenes de Texada (1773–1775)
- Emmanuel de Rohan-Polduc (1775–1797)
- Ferdinand von Hompesch zu Bolheim (1797–1799)

### Velmistři v Rusku a v Itálii (1798–1805)
- Pavel I., ruský car (1798–1801) de facto
- Giovanni Battista Tommasi (1803–1805)

### Místodržitelé velmistrovského úřadu v Římě na via Condotti (1805–1879)
- - Innico Maria Guevara-Suardo (1805–1814), místodržitel magisteria (guvernér) Maltézského řádu
  - André Di Giovanni (1814–1821), místodržitel magisteria (guvernér) Maltézského řádu
  - Antoine Busca (1821–1834), místodržitel magisteria (guvernér) Maltézského řádu
  - Carlo Candida (1834–1845), místodržitel magisteria (guvernér) Maltézského řádu
  - Philippe di Colloredo-Mels (1845–1864), místodržitel magisteria (guvernér) Maltézského řádu
  - Alessandro Borgia (1865–1871), místodržitel magisteria (guvernér) Maltézského řádu
  - Giovanni Battista Ceschi a Santa Croce (1871–1879), místodržitel magisteria (guvernér) Maltézského řádu

### Velmistři v Římě na via Condotti (od roku 1879)
- Giovanni Battista Ceschi a Santa Croce (1879–1905)
- Galeazzo von Thun und Hohenstein (1905–1931)
  - Pio Franchi de' Cavalieri místodržitel během nemoci velmistra (1931)
- Ludovico Chigi Albani della Rovere (1931–1951)
  - Antonio Hercolani Fava Simonetti místodržitel magisteria (guvernér) (1951–1955)
  - Ernesto Paternò Castello di Carcaci místodržitel magisteria (guvernér) (1955–1962)
- Angelo de Mojana di Cologna (1962–1988)
  - Giancarlo Pallavicini místodržitel ad interim (1988)
- Andrew Willoughby Ninian Bertie (1988–2008)
  - Giacomo dalla Torre del Tempio di Sanguinetto místodržitel ad interim (2008)
- Matthew Festing (2008–2017)
  - Ludwig Hoffmann-Rumerstein místodržitel ad interim (2017)
  - Giacomo dalla Torre del Tempio di Sanguinetto místodržitel (2017–2018)
- Giacomo dalla Torre del Tempio di Sanguinetto (2018–2020)
  - Ruy Gonçalo do Valle Peixoto de Villas Boas, místodržitel ad interim (2020)
  - Marco Luzzago místodržitel (8. listopadu 2020 – 7. června 2022)
  - Ruy Gonçalo do Valle Peixoto de Villas Boas, místodržitel ad interim (2022)
  - John Timothy Dunlap místodržitel (2022–2023)
- John Timothy Dunlap (od 3. května 2023)